# Mosjøen
Mosjøen (sydsamisk: Mussere) er en by i Vefsn kommune i Nordland fylke, Norge. Byen havde 9.629 indbyggere i 2009.

## Historie
Byen opstod i det 18. århundrede og har vokset derefter. Mosjøen modtog den 1. januar 1875 ladestedsrettigheder og blev i det efterfølgende år skilt ud fra Vefsn kommune som egen bykommune. På grund af bystatussen fik byen tidlig en reguleringsplan for by- og gadeudvikling, og bygaderne blev formet som et retvinklet rutenet, som fortsat består.
Byen fik sin første industri i 1860'erne. Det var for det meste skovhugst, tømmerflådning og dampdrevne savbrug. Da mere moderne industri kom hundrede år derefter, fik byen mere deraf, blandt andet aluminiumsværk og væveri. Industri, handel og tjenester er de vigtigste næringsveje.
Industrialiseringen og handelen medførte direkte kontakt med udlandet generelt og England specielt. Impulser strømmede til fra London og Paris. Englænderne bragte både sprog, kultur og ikke mindst tøj- og byggestil til byen. Der findes fremdeles rester efter englændertiden.
Byen har den ældste træhusbebyggelse i Nordnorge; i Sjøgata ligger små træhuse og -broer langs floden Vefsna. Centrum af byen er formet som en planmæssig kvadratur. Bemærkelsesværdig er Dolstad Kirke, en ottekantet trækirke fra 1735, og Fru Haugans Hotel fra 1794, det ældste hotel i Nordnorge.

## Topografi
Mosjøen er i vest, syd og øst omgivet af fjelde og bjerge. Byen ligger i bunden af Vefsnfjorden.

## Kommunikation
Byen er et kommunikationsknudepunkt på Helgeland, med lufthavn, jernbanestation, bus og færge samt hovedvejen E6 i nord-sydlig retning.